# Rigida
Pour les articles homonymes, voir Rigidus, rigida, rigidum.
Rigida est une marque de roues et jantes pour vélo. Créée en 1908 et installée à Noyon depuis 1930, la marque française en liquidation en 2009, fut reprise par un groupe industriel chinois après avoir d'abord été reprise par des investisseurs néerlandais.
La marque Rigida avait connu son heure de gloire au cours des années 1990, quand elle équipait alors plusieurs équipes cyclistes professionnelles, en particulier aux Pays-Bas. 
Avant sa liquidation le 23 septembre 2009, le chiffre d'affaires était en 2008 de 5 963 000 € avec un résultat net négatif de 39 00 € et un effectif de 41 personnes.